# Alfonsina Orsini
Alfonsina Orsini (Nàpols, Itàlia, 1472 - Florència, 7 de febrer de 1520) va ser una noble italiana, filla de Roberto Orsini, comte de Tagliacozzo (abans de 1445 - 29 de juny del 1476 a Siena) i la seva esposa Catalina Sanseverino.

## Biografia
Alfonsina provenia per via paterna dels Senyors de Bracciano, línia de la Casa de Orsini. Els seus parents materns, la casa Sanseverino, pertanyien des del segle XI a una de les famílies més prominents del regne de Nàpols. Després de la mort del seu pare, Alfonsina va viure alternativament amb la seva mare a la cort del rei de Nàpols o als castells dels seus nombrosos parents.
Per a enfortir els llaços amb la família Mèdici, Virginio Orsini, senyor de Bracciano, va suggerir a Llorenç el Magnífic casar al seu fill major Pere amb la seva cosina Alfonsina. Atès que Alfonsina no es considerava un bon partit, Virginio esperava comptar sobretot amb el suport de l'esposa de Llorenç, Clarice Orsini (1453-1488), la mare de la qual Magdalena era germana de Roberto, el pare de Alfonsina i, per tant, també era cosina de Alfonsina.
Llorenç el Magnífic va enviar posteriorment al novembre del 1486 al seu cunyat Bernardo Rucellai (1449-1514) a Nàpols, amb la missió d'observar a Alfonsina discretament. La jove Orsini no va entusiasmar a Bernardo Rucellai, li va semblar massa prudent i sense educació. En canvi, va elogiar els seus atributs físics, admirava les seves belles mans i els braços, i va concloure que amb els seus catorze anys d'edat, també havia de tenir bones cames.
Llorenç va acordar llavors per la informació de Rucellai, un enllaç matrimonial del seu fill amb Alfonsina i el dot gens menyspreable de 12.000 ducats.
El 25 de febrer del 1487 es va signar a Nàpols en presència del rei Ferran I de Nàpols el contracte de matrimoni per poders, és a dir en absència de la núvia, que va ser representada per Virginio Orsini, i del nuvi, el representant del qual va ser Bernardo Rucellai, i després celebrat amb gran esplendor.
El condotiero Virginio Orsini esperava de la connexió amb la família més rica d'Itàlia lucratius contractes, recomanacions i favors financers per a ell i la seva família.
Alfonsina va conèixer al seu espòs al maig del 1488, després que aquest visités a Virginio Orsini al castell de Bracciano, i després Alfonsina els va acompanyar en el seu viatge a Florència. L'arribada a Florència, no obstant això, es va veure invisibilitzada per la mort de Luisa, la germana d'onze anys de Pere, per la qual cosa la festa de noces va ser posposada, però unes setmanes més tard es va celebrar en permetre's un alleujament del dol.

## Descendència
Alfonsina i Pere II de Mèdici, El Fatu, van tenir quatre fills:
- Llorenç, (1492), mort en néixer.
- Llorenç II, duc d'Urbino (12 de setembre de 1492– 4 de maig de 1519); bessó de l'anterior.
- Clarice de Mèdici (1493 – 3 de maig de 1528). Es va casar amb Felip Strozzi el Jove (1488 – 1538);
- Cosme, mort en la infància.